# Bill T. Jones
Pour les articles homonymes, voir Jones.
Cet article possède un paronyme, voir Bill Jones (homonymie).
Bill T. Jones, de son vrai nom William Tass Jones, est un danseur et chorégraphe américain né à Bunnell en Floride, le 15 février 1952.

## Biographie
Fils d'une famille noir-américaine pauvre d'ouvriers agricoles, il suit une formation en danse et en théâtre à l'Université d'État de New York à Binghamton, où il rencontre son futur partenaire, Arnie Zane (1948-1988), un performer et artiste visuel. Ensemble ils fondent en 1973 leur première compagnie de danse à New York, l'American Dance Asylum, puis la Bill T. Jones / Arnie Zane Dance Company en 1982. Ils forment alors « le couple homosexuel interracial le plus célèbre des États-Unis ». La mort de son complice en 1988 sera déterminante dans l'inspiration ultérieures de Jones.
Depuis ses premières chorégraphies en 1973, déjà en collaboration avec Arnie Zane, Bill T. Jones a créé une centaine de pièces autour de thèmes sociétaux, comme le sida dans Still/Here (1993). En 2008, Bill T. Jones écrit la comédie musicale Fela! sur la vie et l'œuvre du musicien Fela Kuti.
Il a reçu de nombreux prix, parmi lesquels le prix Isadora Duncan pour Perfect Courage en 1992, le Tony Award de la meilleure chorégraphie pour L'Eveil du Printemps, Le Nouveau Musical en 2007, et quatre Bessie Awards (1986, 1989, 2001 et 2007) au cours de sa carrière. En 2005, il reçoit un American Dance Festival Award pour l'ensemble de sa carrière. En 2010, il a reçu l'un des Annual Kennedy Center Honors, qui lui a été remis par le président Obama.

## Principales chorégraphies
- 1974 : Negroes for Sale
- 1978 : By the Water
- 1989 : D-Man in the Water
- 1990 : Last Supper at the Uncle Tom's Cabin
- 1992 : Last Night on Earth
- 1993 : Still Here
- 1997 : We Set Out Early... Visibility Was Poor
- 2005 : As I Was Saying
- 2005 : Blind Date
- 2006 : Another Evening: I Bow Down
- 2007 : A Quarreling Pair
- 2008 : Fela!
- 2008 : Serenade/The Proposition
- 2009 : Fondly Do We Hope... Fervently Do We Pray
- 2010 : Another Evening: Venice/Arsenale